# Xylopia aethiopica
Espèce
Classification APG III (2009)
Xylopia aethiopica, le Kili ou Poivre de Guinée (nom vernaculaire ambigu), est une espèce de plantes à fleurs de la famille des Annonaceae. C'est un arbre à feuilles persistantes originaire d'Afrique dont les fruits séchés sont utilisés comme épice.

## Distribution et habitat
Elle se rencontre en Angola, au Bénin, au Cameroun, en Côte d'Ivoire, en Guinée, au Gabon, en Gambie, en Guinée-Bissau, au Liberia, au Mozambique, au Nigeria, en Ouganda, en République centrafricaine, à Sao Tomé-et-Principe, au Sénégal, en Sierra Leone, au Soudan, en Tanzanie, au Togo, aux Congos et en Zambie.
Cette espèce est présente en Afrique tropicale où elle pousse le long des rivières dans des zones arides de savane.

## Description
Xylopia aethiopica mesure jusqu'à plus de 20 m de hauteur.

## Utilisation
Son fruit séché est utilisé comme épice et pour ses vertus médicinales, en particulier contre la grippe, les bronchites et la dysenterie[réf. nécessaire].
Il est aussi conseillé pour soulager les pathologies liées aux yeux.
Il est connu en français sous différents noms : kili, graines de Sélim, piment noir, poivre de Guinée, ngani-koun... Au Sénégal, on l'appelle Diar et il sert à parfumer le café Touba, boisson traditionnelle des Mourides, mais dont la consommation s'étend dans les villes au-delà de la confrérie.